# Сойка мексиканська
Со́йка мексика́нська (Aphelocoma ultramarina) — вид горобцеподібних птахів родини воронових (Corvidae). Ендемік Мексики.

## Поширення
Вид поширений уздовж трансвулканічного поясу Центральної Мексики та в горах Східна Сьєрра-Мадре та Західна Сьєрра-Мадре. Мешкає в гірських лісах помірного поясу.

## Опис
Це середній або великий птах, завдовжки 28—32 см, вагою близько 120 г. Його голова, крила та хвіст блакитні, а спина, груди і низ сірі. Статі схожі за морфологією, а молоді особини відрізняються тим, що їх блакитне забарвлення світліше. Дзьоб і ноги чорнуваті, а очі темно-коричневі.

## Поведінка
Це птахи з денним способом життя, які живуть парами або сімейними групами, проводячи більшу частину дня в пошуках поживи на землі або між гілками дерев і кущів. Це всеїдні птахи, які спеціалізуються на харчуванні горіхами та жолудями (які часто запихають в схованки, викопані в землі, щоб потім знайти під час неврожайних періодів), але дуже опортуністичні та готові з'їсти трохи всього, що їм вдасться знайти — від зерна до комах, нектару, дрібних хребетних, яєць і ягід.